# Spomenik Karlu Marxu, Chemnitz
Spomenik Karlu Marxu (nemško Karl-Marx-Monument) je 7,10 m visoka stilizirana glava Karla Marxa v Chemnitzu v Nemčiji. Močna skulptura je skupaj z osnovno ploščadjo visoka več kot 13 metrov in tehta približno 40 ton. Na steni tik za spomenikom je napis »Proletarci vseh dežel, združite se!!« (iz Komunističnega manifesta) napisan v štirih jezikih: nemškem, angleškem, francoskem in ruskem.
Je najbolj znan spomenik v središču mesta Chemnitz, kjer je dobil vzdevek Nischel, ki izhaja iz saškega izraza za 'glavo' ali 'lobanjo'.

## Zgodovina
Po preimenovanju mesta in okrožja Chemnitz v Karl-Marx-Stadt 10. maja 1953 v letu Karla Marxa, se je vzhodnonemška vlada odločila počastiti soimenjaka mesta in najela sovjetskega kiparja Leva Kerbela, da oblikuje spomenik.
Spomenik je bil ulit v umetniški livarni Monument Skulptura v Leningradu v bron in nato razdeljen na 95 kosov. V Karl-Marx-Stadtu naj bi te predmete ponovno zvarili skupaj, a sovjetska tehnologija ni bila primerna. Namesto tega je bilo odločeno, da se delo prenese na VEB Germania. Spomenik stoji na dveh podstavkih iz Korninskij granita, poimenovan po rudarski regiji v južni Ukrajini.
9. oktobra 1971 je bil spomenik slovesno odprt pred okoli 250.000-glavo množico vzdolž Karl-Marx-Allee (popularno imenovane Nischelgasse ('Aleja lobanje'), današnja Brückenstraße).
Kot mejnik mesta je med prazniki v Nemški demokratični republiki služil kot kulisa za tekmovanja in druge množične dogodke. Spomenik je po ponovni združitvi Nemčije ostal nedotaknjen, čeprav je predlagano rušenje spomenika povzročilo burno razpravo, ko se je Karl-Marx-Stadt vrnil k prejšnjemu imenu Chemnitz. Številna druga mesta po svetu so takrat poročala o zanimanju za nakup spomenika; potekale so razprave o prodaji v Köln.
Do leta 2007 je bil moto mesta Stadt mit Köpfchen (mesto z glavami/možgani), ki se nanaša na spomenik.